# Ki Hinne Ka-Homer
Ki Hinne Ka-Homer (hébreu : כִּי הִנֵּה כַּחֹמֶר « Car voici comme l’argile ») est une pièce liturgique juive de pénitence anonyme du XIIe siècle, récitée dans les communautés de rite ashkénaze lors du Jour du Pardon ou des dix jours de pénitence. Ce poème juif est de type pizmon car doté d’un refrain, et composé en acrostiche alphabétique qui a cependant été tronqué du fait des problèmes de transmission du poème au cours du temps.

## Texte hébraïque et traduction
| #       | Traduction | Transcription | Hébreu                                                                       |
| ------- | --- | --- | ---------------------------------------------------------------------------- |
| 1       | Car voici comme l’argile sous la main du potier, à sa guise l’élargit, et à sa guise la resserre, ainsi sommes-nous sous ta main, [Dieu qui] conserve sa faveur,          | Ki hinne ka’homer beyad hayotzer, birtzoto mar’hiv ouvirtzoto meqatzer, ken ana’hnou beyadekha, ’hessed notzer         | כִּי הִנֵּה כַּחֹמֶר בְּיַד הַיּוֹצֵר בִּרְצוֹתוֹ מַרְחִיב וּבִרְצוֹתוֹ מְקַצֵּר כֵּן אֲנַחְנוּ בְיָדְךָ חֶסֶד נוֹצֵר       |
| Refrain | Regarde l’alliance et ne considère pas le penchant ! | Labrit habett veʾal tefen layetzer                                                                                     | לַבְּרִית הַבֵּט וְאַל תֵּפֶן לַיֵּצֶר                                                       |
| 2       | Car voici comme la pierre sous la main du tailleur, à sa guise la saisit, et à sa guise l’écrase, ainsi sommes-nous sous ta main, [Dieu qui] fait vivre et donne la mort, | Ki hinne ka’even beyad hameśattet, birtzoto o’hez ouvirtzoto mekhattet, ken ana’hnou beyadekha, me’haye oumemotet      | כִּי הִנֵּה כָּאֶבֶן בְּיַד הַמְסַתֵּת בִּרְצוֹתוֹ אוֹחֵז וּבִרְצוֹתוֹ מְכַתֵּת כֵּן אֲנַחְנוּ בְיָדְךָ מְחַיֶּה וּמְמוֹתֵת     |
| Refrain | Regarde l’alliance et ne considère pas le penchant ! | Labrit habett veʾal tefen layetzer                                                                                     | לַבְּרִית הַבֵּט וְאַל תֵּפֶן לַיֵּצֶר                                                       |
| 3       | Car voici comme la cognée sous la main de l’artisan, à sa guise l’approche du feu et à sa guise l’écarte ainsi sommes-nous sous ta main, soutien du pauvre et du faible,  | Ki hinne kagarzen beyad he’harash, birtzoto dibeq la’our ouvirtzoto perash, ken ana’hnou beyadekha, tomekh ʿani varash | כִּי הִנֵּה כַּגַּרְזֶן בְּיַד הֶחָרָשׁ בִּרְצוֹתוֹ דִּבֵּק לָאוּר וּבִרְצוֹתוֹ פֵּרַשׁ כֵּן אֲנַחְנוּ בְיָדְךָ תּוֹמֵךְ עָנִי וָרָשׁ |
| Refrain | Regarde l’alliance et ne considère pas le penchant ! | Labrit habett veʾal tefen layetzer                                                                                     | לַבְּרִית הַבֵּט וְאַל תֵּפֶן לַיֵּצֶר                                                       |